# Nazem Kadri
Nazem Kadri, född 6 oktober 1990, är en kanadensisk professionell ishockeyspelare och assisterande kapten för Calgary Flames i National Hockey League (NHL). Kadri draftades av Toronto Maple Leafs som sjunde spelare totalt i NHL Entry Draft 2009.

## NHL
Nazem Kadri spelade sin första NHL-match för Toronto Maple Leafs 8 februari 2010 mot San Jose Sharks. Han gjorde 20 byten och spelade 17 minuter och 16 sekunder. Matchen var hans enda för Maple Leafs säsongen 2009–10.
Säsongen 2010–11 spelade Kadri 29 matcher för Maple Leafs. Han gjorde sitt första NHL-mål mot Boston Bruins 19 mars 2011. På 29 matcher gjorde han totalt 3 mål och 9 assist för 12 poäng. Han hade också 8 utvisningsminuter.
1 juli 2019 blev Kadri tillsammans med lagkamraten Calle Rosén och ett draftval i tredje rundan 2020 trejdad till Colorado Avalanche i utbyte mot Tyson Barrie, Alex Kerfoot och ett draftval i sjätte rundan 2020. Kadri vann Stanley Cup 2022 med Avalanche.
Den 18 augusti 2022 signerade Kadri som free agent ett sjuårskontrakt med Calgary Flames värt $49 miljoner dollar.

## Statistik

### Klubbkarriär
| 2005–06    | London Jr. Knights  | MHAO       | 62  | 49  | 43  | 92  | 82  | —  | —  | —  | —  | —  |
| 2006–07    | Kitchener Rangers   | OHL        | 62  | 7   | 15  | 22  | 30  | 9  | 0  | 2  | 2  | 4  |
| 2007–08    | Kitchener Rangers   | OHL        | 68  | 25  | 40  | 65  | 57  | 20 | 9  | 17 | 26 | 26 |
| 2008–09    | London Knights      | OHL        | 56  | 25  | 53  | 78  | 31  | 14 | 9  | 12 | 21 | 22 |
| 2009–10    | London Knights      | OHL        | 56  | 35  | 58  | 93  | 105 | 12 | 9  | 18 | 27 | 26 |
| 2009–10    | Toronto Maple Leafs | NHL        | 1   | 0   | 0   | 0   | 0   | —  | —  | —  | —  | —  |
| 2010–11    | Toronto Marlies     | AHL        | 44  | 17  | 24  | 41  | 62  | —  | —  | —  | —  | —  |
| 2010–11    | Toronto Maple Leafs | NHL        | 29  | 3   | 9   | 12  | 8   | —  | —  | —  | —  | —  |
| 2011–12    | Toronto Maple Leafs | NHL        | 21  | 5   | 2   | 7   | 8   | —  | —  | —  | —  | —  |
| 2011–12    | Toronto Marlies     | AHL        | 48  | 18  | 22  | 40  | 39  | 11 | 7  | 3  | 7  | 10 |
| 2012–13    | Toronto Marlies     | AHL        | 27  | 8   | 18  | 26  | 26  | —  | —  | —  | —  | —  |
| 2012–13    | Toronto Maple Leafs | NHL        | 48  | 18  | 26  | 44  | 23  | 7  | 1  | 3  | 4  | 10 |
| 2013–14    | Toronto Maple Leafs | NHL        | 78  | 20  | 30  | 50  | 67  | —  | —  | —  | —  | —  |
| 2014–15    | Toronto Maple Leafs | NHL        | 73  | 18  | 21  | 39  | 28  | —  | —  | —  | —  | —  |
| 2015–16    | Toronto Maple Leafs | NHL        | 76  | 17  | 28  | 45  | 73  | —  | —  | —  | —  | —  |
| 2016–17    | Toronto Maple Leafs | NHL        | 82  | 32  | 29  | 61  | 95  | 6  | 1  | 1  | 2  | 8  |
| 2017–18    | Toronto Maple Leafs | NHL        | 80  | 32  | 23  | 55  | 42  | 4  | 0  | 2  | 2  | 19 |
| 2018–19    | Toronto Maple Leafs | NHL        | 73  | 16  | 28  | 44  | 43  | 2  | 1  | 1  | 2  | 19 |
| 2019–20    | Colorado Avalanche  | NHL        | 51  | 19  | 17  | 36  | 97  | 15 | 9  | 9  | 18 | 10 |
| 2020–21    | Colorado Avalanche  | NHL        | 56  | 11  | 21  | 32  | 34  | 2  | 0  | 1  | 1  | 10 |
| 2021–22    | Colorado Avalanche  | NHL        | 71  | 28  | 59  | 87  | 71  | 16 | 7  | 8  | 15 | 8  |
| 2022–23    | Calgary Flames      | NHL        | 82  | 24  | 32  | 56  | 56  | —  | —  | —  | —  | —  |
| 2023–24    | Calgary Flames      | NHL        | 82  | 29  | 46  | 75  | 43  | —  | —  | —  | —  | —  |
| NHL totalt | NHL totalt          | NHL totalt | 903 | 272 | 371 | 643 | 688 | 52 | 19 | 25 | 44 | 84 |

### Internationellt
| År            | Lag           | Turnering     | Resultat      |    | Matcher | Mål | Assist | Poäng | Utv |
| ------------- | ------------- | ------------- | ------------- | -- | ------- | --- | ------ | ----- | --- |
| 2008          | Kanada        | IH18          | 1             | 4  | 0       | 4   | 4      | 6     |     |
| 2010          | Kanada        | JVM           | 2             | 6  | 3       | 5   | 8      | 14    |     |
| 2014          | Kanada        | VM            | 5:a           | 8  | 0       | 3   | 3      | 4     |     |
| Junior totalt | Junior totalt | Junior totalt | Junior totalt | 10 | 3       | 9   | 12     | 20    |     |
| Senior totalt | Senior totalt | Senior totalt | Senior totalt | 8  | 0       | 3   | 3      | 4     |     |